# 华江公路
華江公路是中華人民共和國上海市嘉定區的一條道路，北起曹安公路與嘉怡路相連，南至蘇州河，通過跨越蘇州河的橋樑與華江路相連。全長4.33公里。道路始建於1956年，當時道路寬為3米。1979年道路拓寬至7米。1990年至1991年，道路拓寬至14.5米。